# Sistema hamiltonià

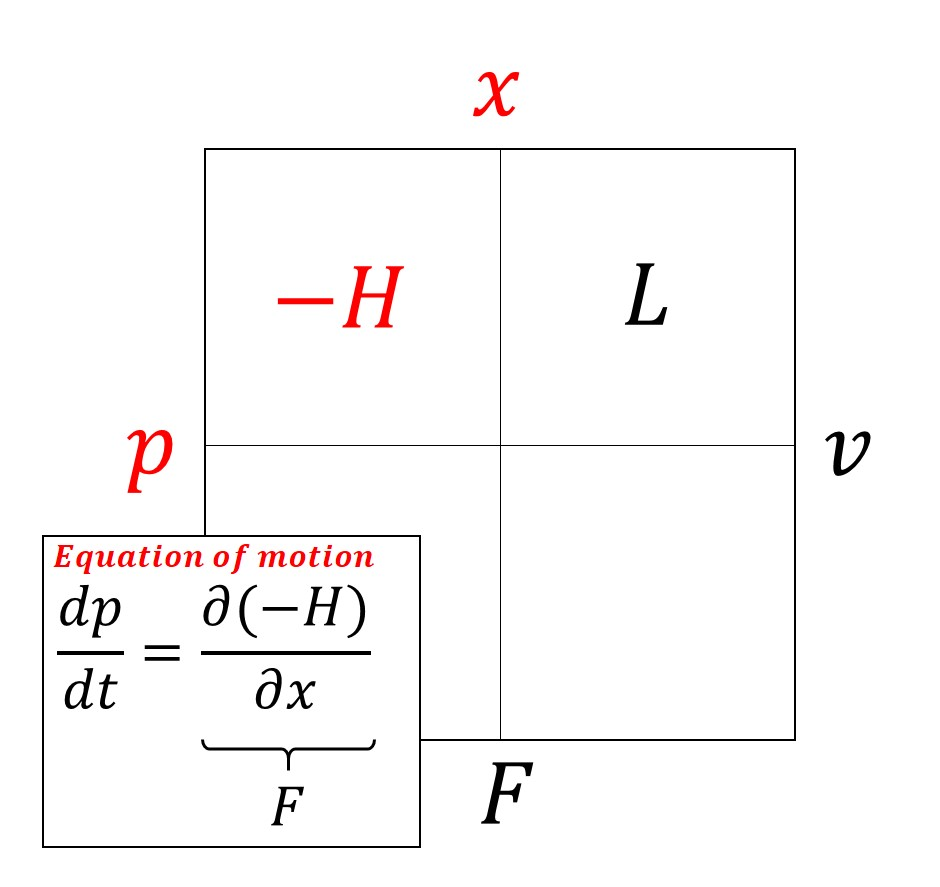
Hamiltonià i equació de moviment (utilitzant el quadrat termodinàmic)

Un sistema hamiltonià és un sistema dinàmic governat per les equacions d'Hamilton. En física, aquest sistema dinàmic descriu l'evolució d'un sistema físic com un sistema planetari o un electró en un camp electromagnètic. Aquests sistemes es poden estudiar tant en la mecànica hamiltoniana com en la teoria de sistemes dinàmics.

## Visió general
De manera informal, un sistema hamiltonià és un formalisme matemàtic desenvolupat per Hamilton per descriure les equacions d'evolució d'un sistema físic. L'avantatge d'aquesta descripció és que ofereix una visió important de la dinàmica, fins i tot si el problema del valor inicial no es pot resoldre analíticament. Un exemple és el moviment planetari de tres cossos: tot i que no hi ha una solució de forma tancada al problema general, Poincaré va demostrar per primera vegada que presenta un caos determinista.
Formalment, un sistema hamiltonià és un sistema dinàmic caracteritzat per la funció escalar {\displaystyle H({\boldsymbol {q}},{\boldsymbol {p}},t)}, també conegut com a Hamiltonià. L'estat del sistema, {\displaystyle {\boldsymbol {r}}}, es descriu per les coordenades generalitzades {\displaystyle {\boldsymbol {p}}} i {\displaystyle {\boldsymbol {q}}}, corresponent al moment i posició generalitzats respectivament. Tots dos {\displaystyle {\boldsymbol {p}}} i {\displaystyle {\boldsymbol {q}}} són vectors de valor real amb la mateixa dimensió N. Així, l'estat es descriu completament pel vector de 2N dimensions
{\displaystyle {\boldsymbol {r}}=({\boldsymbol {q}},{\boldsymbol {p}})}
i les equacions d'evolució estan donades per les equacions de Hamilton:
{\displaystyle {\begin{aligned}&{\frac {d{\boldsymbol {p}}}{dt}}=-{\frac {\partial H}{\partial {\boldsymbol {q}}}},\\[5pt]&{\frac {d{\boldsymbol {q}}}{dt}}=+{\frac {\partial H}{\partial {\boldsymbol {p}}}}.\end{aligned}}}
La trajectòria {\displaystyle {\boldsymbol {r}}(t)} és la solució del problema del valor inicial definit per les equacions de Hamilton i la condició inicial {\displaystyle {\boldsymbol {r}}(t=0)={\boldsymbol {r}}_{0}\in \mathbb {R} ^{2N}}.

## Sistemes hamiltonians independents del temps
Si l'hammiltonià no depèn explícitament del temps, és a dir, si {\displaystyle H({\boldsymbol {q}},{\boldsymbol {p}},t)=H({\boldsymbol {q}},{\boldsymbol {p}})}, aleshores l'hammiltonià no varia en absolut amb el temps:
{\displaystyle {\frac {dH}{dt}}={\frac {\partial H}{\partial {\boldsymbol {p}}}}\cdot {\frac {d{\boldsymbol {p}}}{dt}}+{\frac {\partial H}{\partial {\boldsymbol {q}}}}\cdot {\frac {d{\boldsymbol {q}}}{dt}}+{\frac {\partial H}{\partial t}}}
{\displaystyle {\frac {dH}{dt}}={\frac {\partial H}{\partial {\boldsymbol {p}}}}\cdot \left(-{\frac {\partial H}{\partial {\boldsymbol {q}}}}\right)+{\frac {\partial H}{\partial {\boldsymbol {q}}}}\cdot {\frac {\partial H}{\partial {\boldsymbol {p}}}}+0=0}
i, per tant, l'Hamiltonià és una constant de moviment, la constant de la qual és igual a l'energia total del sistema: {\displaystyle H=E}. Exemples d'aquests sistemes són el pèndol no amortit, l'oscil·lador harmònic i el billar dinàmic.

### Exemple
Un exemple de sistema hamiltonià independent del temps és l'oscil·lador harmònic. Considereu el sistema definit per les coordenades {\displaystyle {\boldsymbol {p}}=m{\dot {x}}} i {\displaystyle {\boldsymbol {q}}=x}. Aleshores l'hammiltonià ve donat per
{\displaystyle H={\frac {p^{2}}{2m}}+{\frac {kq^{2}}{2}}.}
L'hammiltonià d'aquest sistema no depèn del temps i així es conserva l'energia del sistema.